# Hermanos Ameijeiras Airport
Hermanos Ameijeiras Airport är en flygplats i Kuba.   Den ligger i kommunen Municipio de Las Tunas och provinsen Las Tunas, i den östra delen av landet, 600 km öster om huvudstaden Havanna. Hermanos Ameijeiras Airport ligger 99 meter över havet.
Terrängen runt Hermanos Ameijeiras Airport är platt. Runt Hermanos Ameijeiras Airport är det ganska tätbefolkat, med 96 invånare per kvadratkilometer. Närmaste större samhälle är Las Tunas, 3,3 km sydväst om Hermanos Ameijeiras Airport. Trakten runt Hermanos Ameijeiras Airport består till största delen av jordbruksmark.